# Formule de Spearman-Brown
La formule de Spearman-Brown (parfois présentée en anglais sous le nom « Spearman-Brown prophecy formula ») est un calcul statistique utilisé notamment en psychométrie afin d’estimer la fidélité que devrait présenter un test après qu’on en a modifié la longueur, c’est-à-dire après qu’on a augmenté ou réduit le nombre de ses items. Cette formule a été publiée la même année (1910) et séparément par Charles Spearman et William Brown.

## Définition
La fidélité d’un test dont le nombre d’items a été multiplié par {\displaystyle k} est estimée par la formule :
{\displaystyle r_{kk'}={{kr_{xx'}} \over {1+(k-1)r_{xx'}}}},
où {\displaystyle r_{kk'}} est la fidélité estimée du test après ajout ou retrait d’items, {\displaystyle k} est le facteur d’allongement et {\displaystyle r_{xx'}} est la fidélité du test avant ajout ou retrait d’items.
Le facteur d’allongement indique la quantité d’items ajoutés ou retranchés en proportion du nombre d’items contenus dans le test original. Par exemple, un facteur d’allongement de {\displaystyle k=3} sera utilisé pour prédire la fidélité d’un test comprenant trois fois plus d’items que le test original. Les valeurs de {\displaystyle k} comprises entre 0 et 1 correspondent à une situation où on retranche des items au test de départ. Par exemple, l’utilisation de la valeur {\displaystyle k=0,25} estimera la fidélité d’un test comprenant quatre fois moins d’items que le test original.

## Utilisation
La formule de Spearman-Brown est souvent utilisée conjointement avec la méthode de bissection. Dans la méthode de bissection, la fidélité d’un test est estimée par la corrélation entre les scores totaux obtenus à chacune de deux moitiés du test. Le coefficient de fidélité ainsi obtenu estimant en fin de compte la fidélité d’un demi-test, la formule de Spearman-Brown peut être employée pour estimer la fidélité du test entier. Dans ce cas, {\displaystyle k=2} et la formule est parfois présentée dans la forme simplifiée suivante : 
{\displaystyle r_{xx'}={{2r_{AB}} \over {1+r_{AB}}}}
où {\displaystyle r_{xx'}} est la fidélité estimée du test au complet et {\displaystyle r_{AB}} est la fidélité d’un demi-test (dans le cas de la méthode de bissection : la corrélation entre les scores de chacune des moitiés de test).
Un simple réarrangement de la formule de Spearman-Brow isolant {\displaystyle k} permet par ailleurs d’estimer quel facteur d’allongement conduira à un degré souhaité de fidélité :
{\displaystyle k={\frac {r_{kk'}(1-r_{xx'})}{r_{xx'}(1-r_{kk'})}}}.
Enfin, la formule de Spearman-Brow exprime formellement la fonction croissante monotone non linéaire qui relie la fidélité d’un test au nombre d’items qui le composent.

## Postulats
La formule de Spearman-Brown offre une estimation valide de la fidélité d’un test dont le nombre des items a été modifié dans la mesure où les items ajoutés ou retranchés sont parallèles à ceux compris dans le test de départ. Cette exigence du parallélisme est une condition d’utilisation commune des techniques développées dans le cadre du modèle de l’erreur de mesure.